# 김병조 (야구인)
김병조(金炳助, 1969년 5월 2일 ~ )은 해태 타이거즈의 전 내야수이다.

## 출신학교
- 유신고등학교
- 성균관대학교 (1988학번)